# Костана (Сучава)
Костана (рум. Costâna) насеље је у Румунији у округу Сучава у општини Тодирешти. Oпштина се налази на надморској висини од 302 m.

## Становништво
Према подацима из 2002. године у насељу је живело 1361 становника.

### Попис2002.
| Расподела становништва по националности 2002.‍ | Расподела становништва по националности 2002.‍ | Расподела становништва по националности 2002.‍ | Расподела становништва по националности 2002.‍ | Расподела становништва по националности 2002.‍ |
| --------------------------------------------- | --------------------------------------------- | --------------------------------------------- | --------------------------------------------- | --------------------------------------------- |
|                                               |                                               |                                               |                                               |                                               |
| Румуни                                        | Румуни                                        |                                               | 1.348                                         | 99,0%                                         |
| Мађари                                        | Мађари                                        |                                               | 6                                             | 0,4%                                          |
| Украјинци                                     | Украјинци                                     |                                               | 7                                             | 0,5%                                          |